# Alessandro Gottifredi

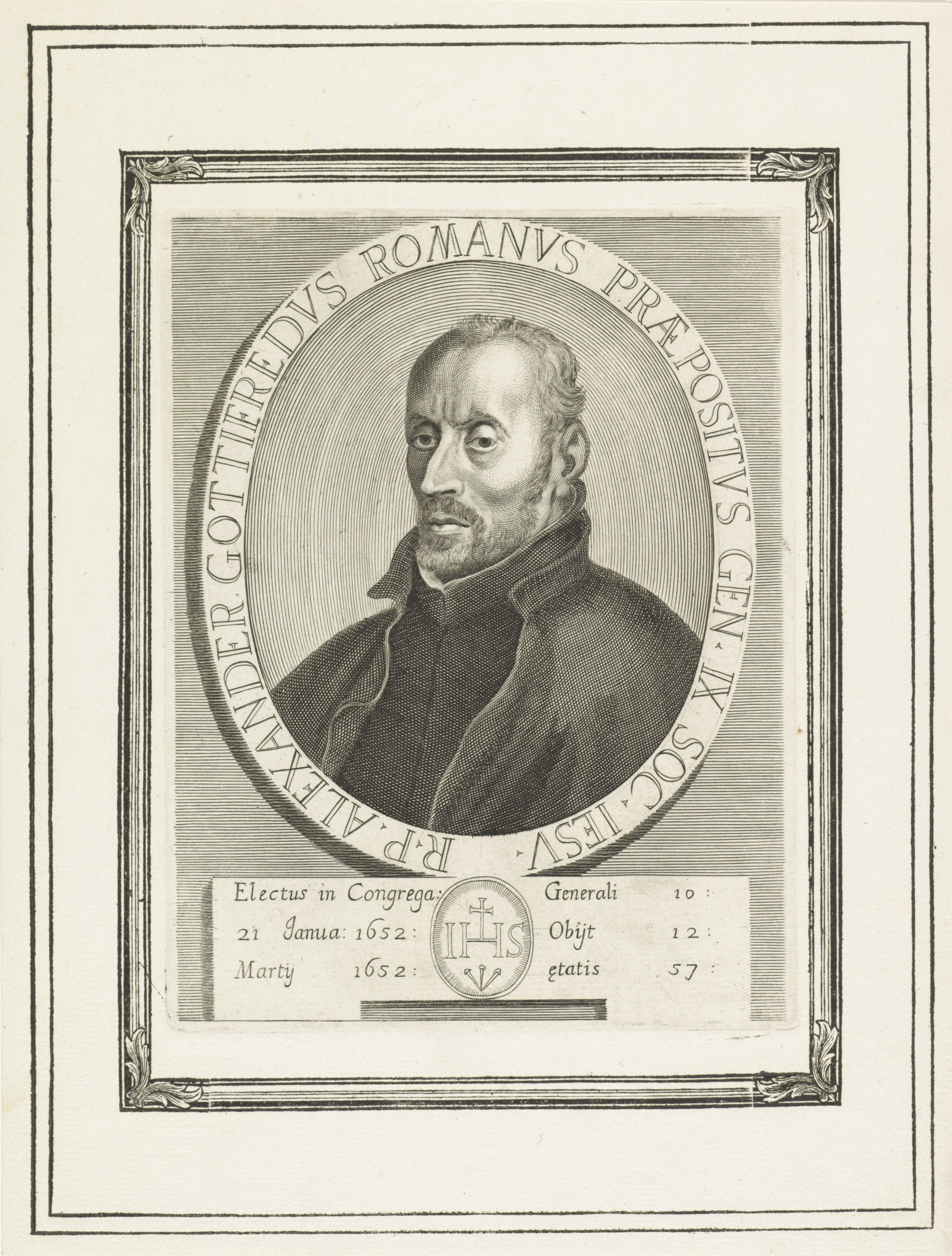
Alexander Luigi Gottifredi

Alessandro Gottifredi (* 3. Mai 1595 in Rom; † 12. März 1652 ebenda) war der 9. General der Societas Jesu.

## Leben
Gottifredi trat 1610 in den Jesuitenorden ein. Während seines Studiums kam er in Kontakt mit den Gründungsmitgliedern der Accademia dei Lincei und lernte auch Jan Berchmans († 1621) kennen. 1624 wurde Gottifredi beauftragt, die Totenrede auf Virginio Cesarini zu halten, die bei Alessandro Zannetti gedruckt und an die Mitglieder der Akademie verteilt wurde. Er lehrte Philosophie und Theologie am römischen Kollegium (1627–1634 und 1642–1644) und galt als exzellenter Redner. Wie schon sein Vorgänger diente auch Alessandro Luigi Gottifredi dem langjährigen Ordensgeneral Mutio Vitelleschi als Sekretär. Überdies wirkte er als Visitator der neapolitanischen und belgischen, sowie als Provinzial der römischen Provinz des Ordens.
Als am 17. Juni 1651 der 8. Jesuitengeneral Francesco Piccolomini starb, wählte die Generalversammlung des Ordens am 21. Januar 1652 Gottifredi zu ihrem 9. General.
Er amtierte als Ordensgeneral nur 50 Tage und verstarb am 12. März 1652 in Rom.